# Consórcio Leste 4
O Consórcio Leste 4 conhecida também como o Consórcio 4Leste foi um dos oito consórcios responsáveis pela operação da frota de ônibus municipais da cidade de São Paulo. Seus ônibus eram caracterizados pela cor vermelho. Como seu nome induzia, atuava na área 4 - Leste da capital paulista. As empresas que participavam do consórcio agora são independentes.

## Empresas participantes
| Nome da empresa                                                          | Integrante desde |
| Himalaia Transportes Urbanos Ltda. > Ambiental Transportes Urbanos Ltda. | 2008-2013        |
| Empresa de Transportes Coletivos Novo Horizonte > Viação Itaquera Brasil | 2007-2013        |
| Happy Play Tour > Expresso Cidade Tiradentes                             | 2011-2013        |
| Express Transportes Urbanos Ltda.                                        | 2013             |
| ------------------------------------------------------------------------ | ---------------- |

## Direção
O consórcio foi criado 2007, após processo licitatório realizado em caráter emergencial válido por 10 anos, o consórcio assume a operação da área 4 - Leste, inicialmente formado pelas empresas:
- Himalaia Transportes Urbanos Ltda. - Empresa do grupo Santos.
- Empresa de Transportes Coletivos Novo Horizonte Ltda. - Formada a partir de uma reestruturação de parte da Cooperativa de Transportes Alternativos Nova Aliança, que até então operava na região como permissionária.

Em 2010, parte da Himalaia é incorporada à E.T.C. Novo Horizonte. E no ano seguinte em 2011, o restante da empresa deu lugar à Ambiental Transportes Urbanos Ltda., comandada pelos grupos Santos e Ruas.
Em 2013, a empresa Viação Itaquera Brasil, que integrava o Consórcio 4Leste, foi descredenciada pela prefeitura de São Paulo, por fazer diversas greves e por má operação, além de salários atrasados, que estavam a cerca de 3 meses de atraso.

## Atuação
Com mais de mil veículos divididos entre as empresas Himalaia/Ambiental e E.T.C. Novo Horizonte, o Consórcio era responsável por conectar os distritos da área 4 - Leste (Água Rasa, Aricanduva, Artur Alvim, Carrão, Cidade Líder, Cidade Tiradentes, Guaianases, Iguatemi, Itaquera, José Bonifácio, Parque do Carmo, São Mateus, São Rafael, Tatuapé, Vila Formosa e Vila Matilde) a distritos das áreas 3 - Nordeste (Itaim Paulista, Lajeado, Penha, São Miguel Paulista e Vila Curuçá), 5 - Sudeste (Ipiranga, São Lucas, São Mateus, Sapopemba e Vila Prudente) e 9 - Central (Água Rasa, Belém, Bom Retiro, Brás, Cambuci, Consolação, Ipiranga, Liberdade, Mooca, Perdizes, República, Santa Cecília, Sé, Vila Mariana e Vila Prudente).
A Ambiental é a única empresa de ônibus da cidade de São Paulo a possuir trólebus em sua frota. Seus veículos elétricos atendem a parte das áreas 3 - Nordeste (Penha e Tatuapé), 4 - Leste (Água Rasa, Aricanduva, Carrão, São Mateus, Tatuapé e Vila Formosa), 5 - Sudeste (Ipiranga, São Mateus e Vila Prudente) e 9 - Central (Água Rasa, Belém, Brás, Cambuci, Consolação, Ipiranga, Liberdade, Mooca, Perdizes, República, Sé, Vila Mariana e Vila Prudente). Entre os anos 90 e início dos anos 2000 através da extinta Eletrobus, os trólebus atendiam as áreas 2 - Norte (Limão e Casa Verde), 8 - Oeste (Cidade Jardim, Morumbi e Butantã) e 9 - Central (Moema, Pinheiros, Itaim Bibi, Vila Clementino, Jardins, Jardim Paulista, Bela Vista, Barra Funda, Bom Retiro e Cerqueira César), quando a rede aérea foi suprimida pela prefeita Marta Suplicy entre os anos de 2002 a 2004.

## Irregularidades e ação civil pública
O Ministério Público de São Paulo (MPSP) abriu uma ação civil pública contra as empresas integrantes do Consórcio Leste 4 e seus sócios e administradores por infrações graves cometidas durante sua prestação de serviços. A ação destaca a (não) atuação da empresa Happy Play Tour Passagens, Turismo e Transporte de Passageiros Ltda., renomeada posteriormente para Expresso Cidade Tiradentes Transportes Coletivos Ltda., que era integrante do consórcio, porém, não possuía uma garagem, não possuía um ônibus e não possuía uma linha sequer, no sistema de transporte coletivo da cidade, mas ela recebia dinheiro através do governo, e tinha uma ótima administração no Consórcio. E quando a mídia descobriu isso, começou aparecer frota, mas não eram ônibus próprios, mas sim, eram ônibus terceirizados que eram da Novo Horizonte/Itaquera Brasil com prefixos alterados, o que fez com que sua existência e propósito fossem questionados pelo MPSP.
O consórcio é o líder de reclamações na cidade de São Paulo e, graças às denúncias realizadas, o então prefeito Gilberto Kassab foi pressionado a prestar esclarecimentos sobre o mau serviço prestado pela empresa aos moradores da Zona Leste.
O promotor Saad Mazloum, em processo, solicitou que a empresa indenize a população da cidade na quantia de 30 milhões de reais.

## Localização
- Garagem da Ambiental - Lote 4 1***  - Situa-se no Tatuapé, à Rua Nestor de Barros, 289.
- Garagem da Express Transportes Urbanos LTDA  - Lote 4 8*** - Situa-se no Parque do Carmo, à Rua Jaime Ribeiro Wright, 886.

## Divisão em lotes
- Lote 4 1*** - Himalaia Transportes Urbanos Ltda.
- Lote 4 3*** - "Happy Play Tour" / Viação Itaquera Brasil
- Lote 4 4*** - E.T.C. Novo Horizonte / Viação Itaquera Brasil
- Lote 4 8*** - Express Transportes Urbanos Ltda.

## Terminais atendidos
- Terminal Bandeira
- Metro Belém
- Metro Carrão
- Terminal Cidade Tiradentes
- Terminal Metalúrgicos
- Terminal Parque Dom Pedro II com Terminal Mercado e a Estação Pedro II do Metrô de São Paulo
- Terminal Penha
- Terminal Princesa Isabel
- Terminal São Mateus com a EMTU
- Terminal Sapopemba/Teotônio Vilela
- Metro Tatuapé
- Terminal Vila Carrão
- Terminal Vila Prudente
- Estação Transferência de Itaquera
- Terminal De Guaianazes com a CPTM